# Mont Chapman (Québec)
Pour les articles homonymes, voir Chapman.
Le mont Chapman est une montagne s'élevant à 658 mètres d'altitude au pic Bald dans les monts Stoke, dont il est le point culminant, dans les monts Notre-Dame méridionaux. Il est situé à Stoke, au Québec, près de la rivière Saint-François. Il est accessible par des sentiers entretenus par Les Sentiers de l'Estrie. Du sommet, on peut voir le mont Ham, le mont Sainte-Cécile et le mont Mégantic.

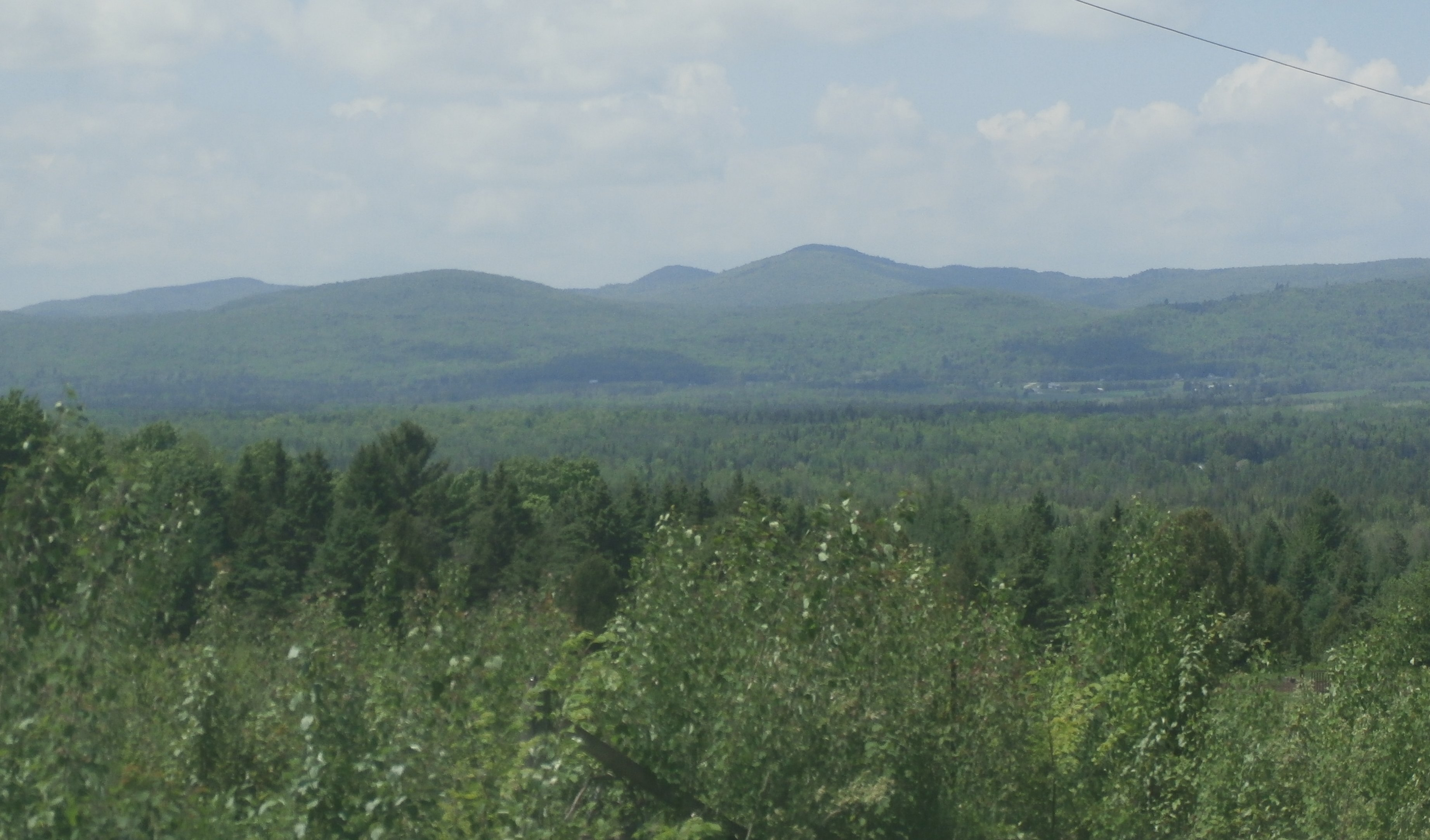
Le mont Chapman vu du belvédère de Brookbury.
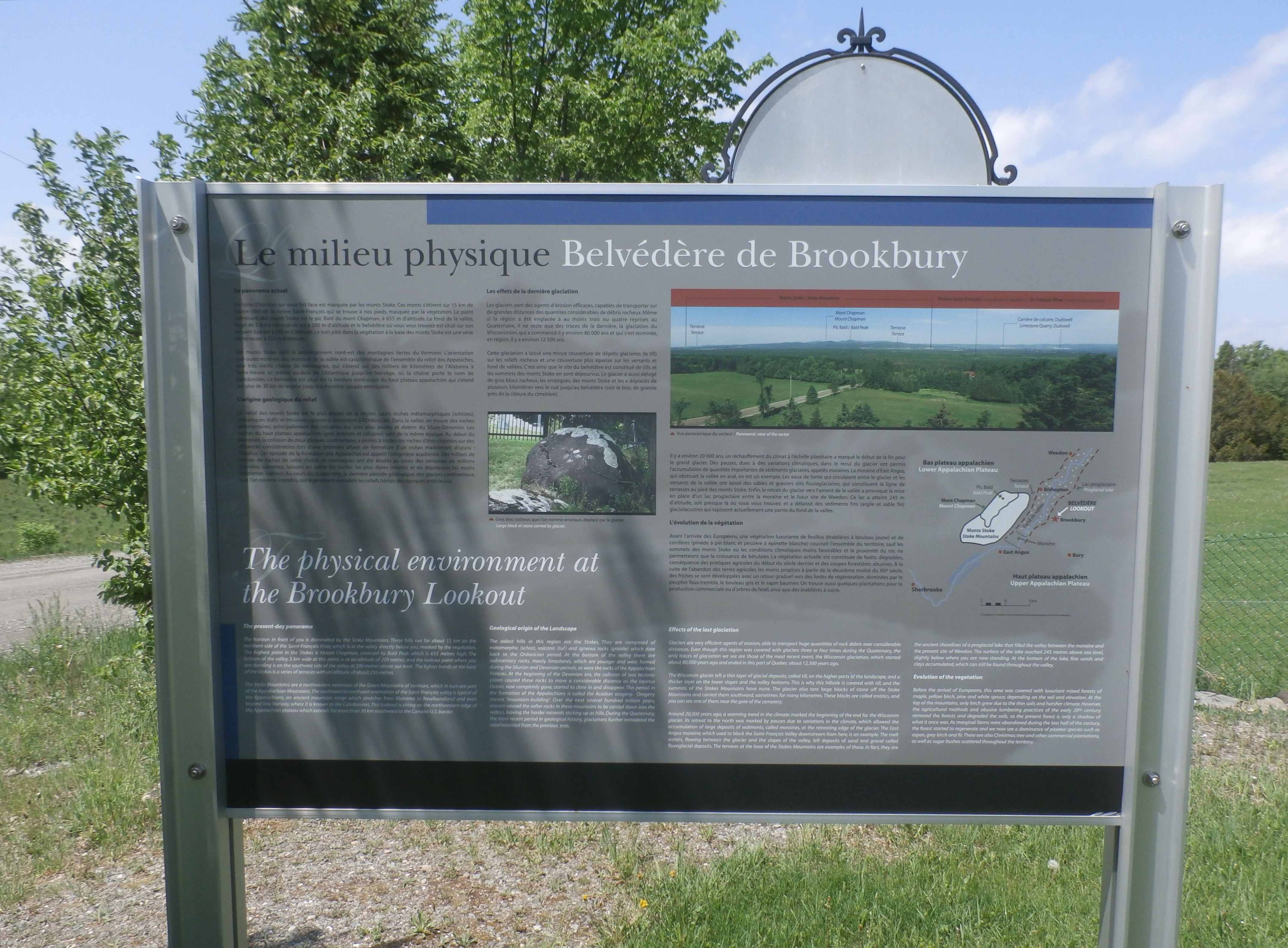
Panneau descriptif des monts Stoke et environs, au belvédère de Brookbury.
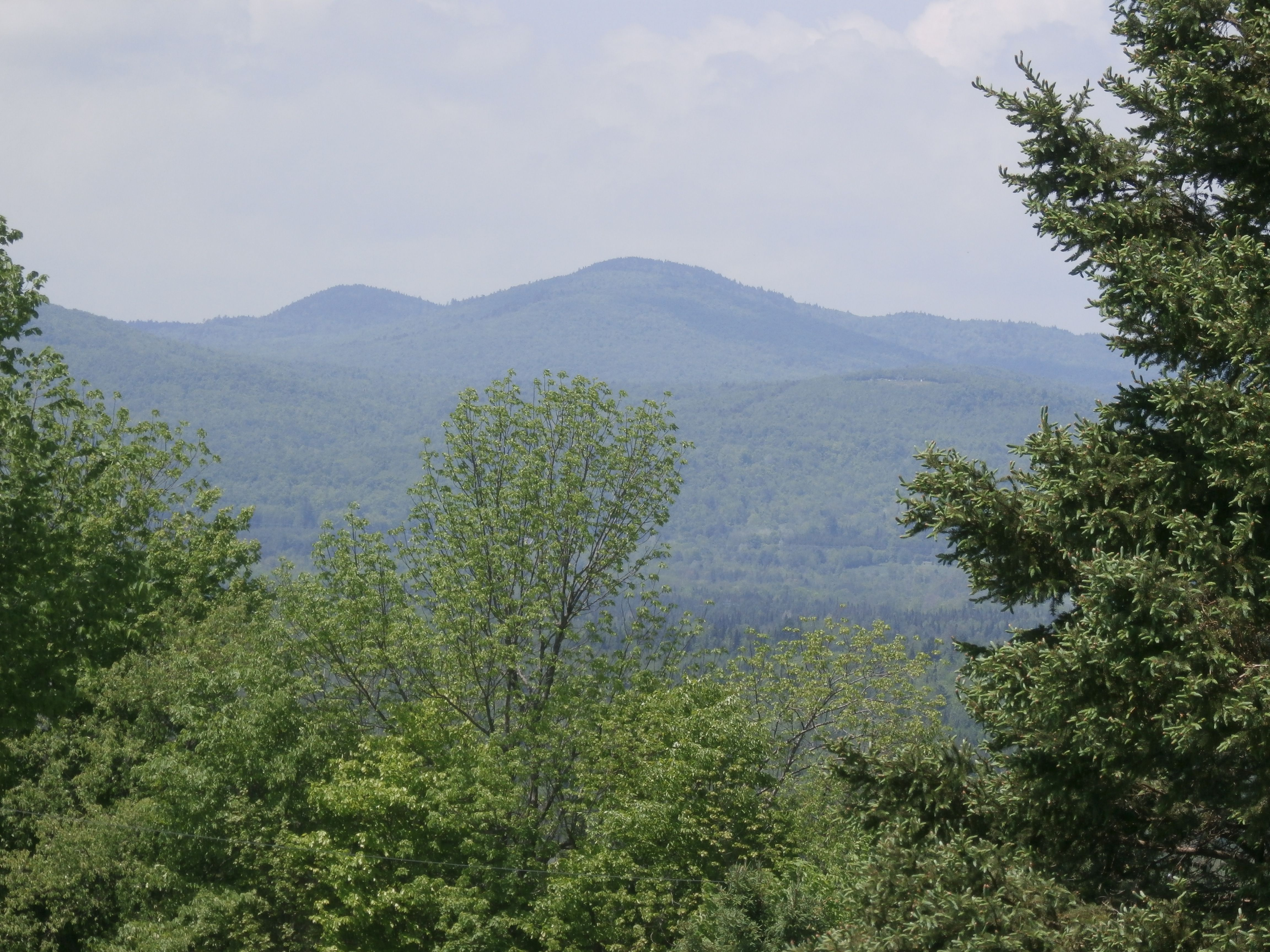
Le mont Chapman.